# Phaconeura capricornia
Phaconeura capricornia är en insektsart som beskrevs av Hoch 1990. Phaconeura capricornia ingår i släktet Phaconeura och familjen Meenoplidae. Inga underarter finns listade i Catalogue of Life.